# Khorus
Khorus é uma banda brasileira de rock cristão formada em 2000 na cidade de Vitória. A banda foi indicada por 3 anos consecutivos ao prêmio de "Melhor Banda" no Troféu Talento.
Segundo Toninho Rondow, idealizador da banda, o grupo nasceu da vontade de ter referenciais evangélicos para os jovens cristãos, já que esses, muitas vezes, acabavam por tomar nomes "seculares" como referência musical. Então surgiu o Khorus, que vem do inglês Chorus. Pela confusão na hora de pronunciar o nome da banda, o grupo optou pela grafia com ‘K’. “Se o coro ou refrão é a parte mais importante da música, queremos passar o melhor de Deus em nossas vidas para as pessoas que ouvem as nossas músicas”, diz Toninho.
Como no início da carreira o grupo cantava e dançava em suas apresentações, logo foi comparado às boy bands como Backstreet Boys, entre outras. No entanto, o estilo da banda foi mudando posteriormente para o rock cristão.

## Integrantes

### Formação atual
- Heryckson - Bateria
- Felype de Castro - Guitarra
- TK Almeida - Vocal
- Peterson Almeida - Baixo

### Ex-integrantes
- 2000/2019 - Toninho Rondow - Vocal
- 2000/2001 - Luciano Carvalho - Vocal
- 2000-2006 / 2015-2019 - Celinho Bastos - Vocal
- 2000/2001 - Thiago Paes Leme - Vocal
- 2001/2005 - G.Hoffmam - Vocal
- 2001/2005 - Paulinho Valim - Vocal
- 2005/2006 - Marcos Zaggus - teclado
- 2005/2006 - Rod Simor - Guitarra
- 2005/2009 - Thiago Vieira - bateria
- 2006/2009 - Juninho Guitarra - Guitarra
- 2006-2009 / 2013-2015 - Eliah Oliver - Vocal
- 2007/2019 - Tiago Leal - Guitarra
- 2019/2023 - Jonata Cabral - Vocal
- 2023/2023 - Michael Castro - Vocal

## Discografia
- 2001:  Igual Não Há
- 2003:  A Voz do Brasil
- 2005:  Notícia
- 2006:  Mãos Vazias
- 2008:  Perfeição - Ao Vivo
- 2010:  Made in Heaven
- 2011:  10 Anos
- 2014:  O que a Fé Pode Fazer
- 2018:  Festa da Graça

## Prêmios
Troféu Talento
| Ano  | Trabalhos indicados | Prêmios              | Resultado |
| ---- | ------------------- | -------------------- | --------- |
| 2005 | Khorus              | Melhor Banda         | Indicado  |
| 2005 | A Voz do Brasil     | Melhor Álbum Pop     | Indicado  |
| 2006 | Khorus              | Melhor Banda         | Indicado  |
| 2007 | Khorus              | Melhor Banda         | Indicado  |
| 2007 | Mãos Vazias         | Melhor Álbum de Rock | Indicado  |
| 2011 | Khorus              | Melhor Banda         | Indicado  |